# Данилів (місто)
Данилів, Данилов — руське місто на території Південної Волині. Належав до Луцького князівства. Розбудовником міста був князь (король) Данило Романович.
Городище літописного міста площею 1,2 га розміщене на високій (50 м) горі з дуже крутими схилами під назвою Данилова гора або Трійця поблизу хутора Данилівка Шумського району Тернопільської області.

## Історія
Вперше згадано в Галицько-Волинському літописі під 1241 (весна), коли монголи на чолі з Батиєм не взяли Данилова — уперше в історії своїх загарбницьких походів не змогли захопити місто. З 2006 року на честь цієї події в урочищі Данилів град проводиться Міжобласний мистецько-краєзнавчий фестиваль «Братина».
1259 за наказом Бурундая укріплення Данилова було знищено.
Згідно з договором 1366 року між польським королем Казимиром ІІІ і литовським князем Любартом Гедиміновичем останній серед інших міст Волині залишив Данилів за собою.
У 16-17 століттях на території колишнього міста діяв Свято-Троїцький монастир, від якого збереглася однойменна церква.
Під час війн між Польщею, Литвою та Угорщиною за галицько-волинську спадщину Данилів поступово був зруйнований і до нашого часу не зберігся.

## Археологічні дослідження
1968 археолог Павло Раппопорт провів дослідження на території літописного міста, що остаточно дало змогу стверджувати про розташування Данилова на цьому місці.
1988–1989 розкопки продовжив археолог О. Гаврилюк. Були знайдені гончарний посуд з клеймами у вигляді літер, срібні та бронзові прикраси, уламки скляних браслетів, ювелірна гирка.
Під час розкопок виявлено рештки житлових будівель, сліди церкви, залізні побутові вироби й зброю 1-ї половини 13 століття.
Зібраний матеріал зберігається у фондах Тернопільського обласного краєзнавчого музею.